# Bàng
Bàng (danh pháp hai phần: Terminalia catappa) là một loài cây thân gỗ lớn sinh sống chủ yếu ở vùng nhiệt đới, thuộc họ Trâm bầu (Combretaceae). Nguồn gốc của loài này hiện vẫn đang là vấn đề gây tranh cãi, nó có thể có nguồn gốc từ Ấn Độ, bán đảo Mã Lai hay New Guinea.
Loài cây này có thể mọc cao tới 35 m, với tán lá mọc thẳng, đối xứng và các cành nằm ngang. Khi cây già hơn thì tán lá của nó trở nên phẳng hơn để tạo thành hình dáng giống như cái bát trải rộng. Lá to, dài khoảng 15–25 cm và rộng 10–14 cm, hình trứng, xanh sẫm và bóng. Đây là loài cây có lá sớm rụng về mùa khô; trước khi rụng thì các lá chuyển màu thành màu đỏ ánh hồng hay nâu vàng, do các sắc tố như violaxanthin, lutein hay zeaxanthin.
Hoa nở vào mùa hè.Hoa đơn tính cùng gốc với các hoa đực và hoa cái mọc trên cùng một cây. Cả hai loại hoa có đường kính khoảng 1 cm, có màu trắng hơi xanh, không lộ rõ, không có cánh hoa; chúng mọc trên các nách lá hoặc ở đầu cành. Quả thuộc loại quả hạch dài 5–7 cm và rộng 3-5,5 cm, khi non có màu xanh lục, sau đó ngả sang màu vàng và cuối cùng có màu đỏ khi chín, chứa một hạt.

### Trồng và sử dụng

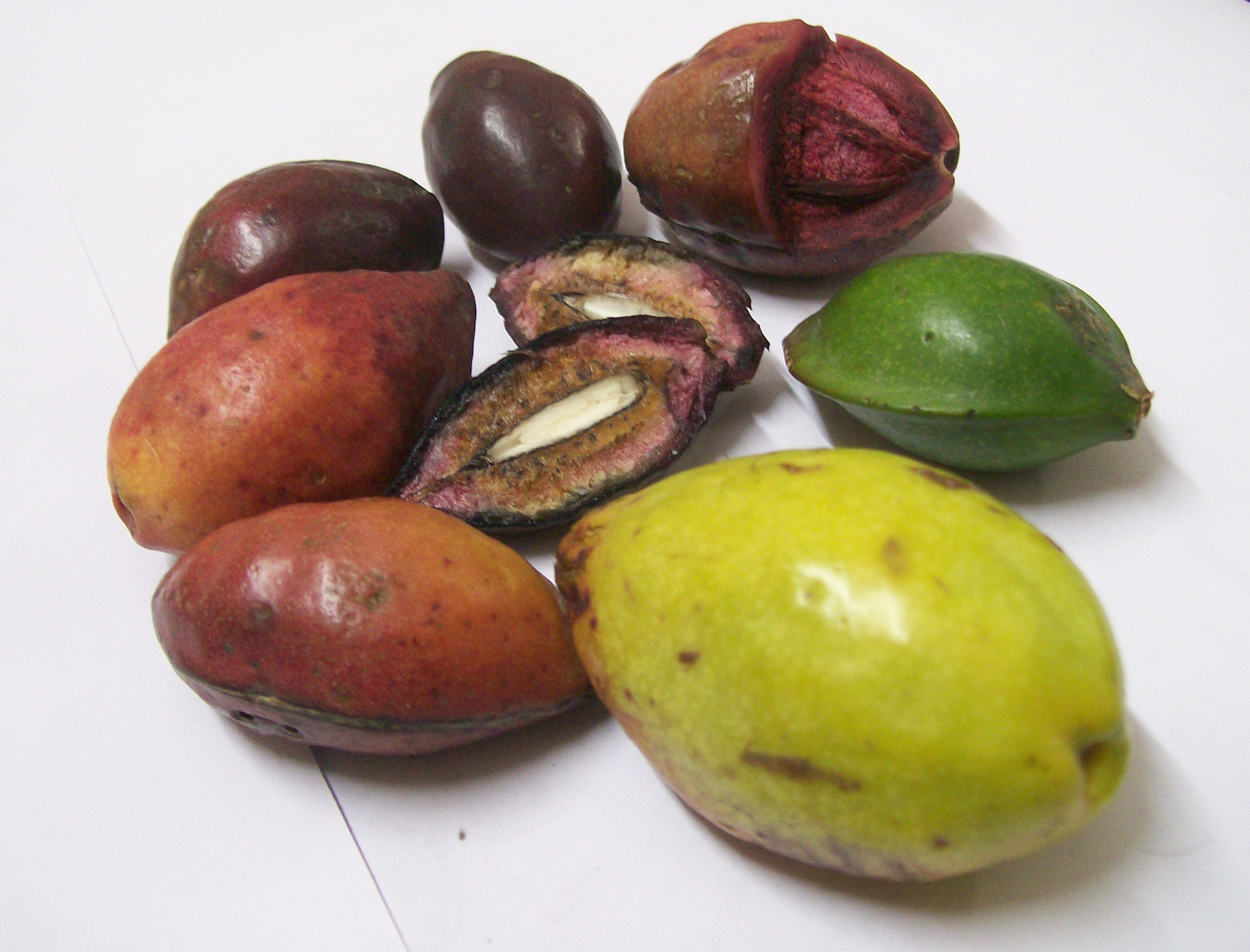
quả bàng

Bàng được trồng trong khu vực nhiệt đới như là một loại cây cảnh hay để lấy bóng râm nhờ tán lá lớn và rậm. Quả ăn được và có vị hơi chua. Hạt bàng thì dùng làm nguyên liệu để chế biến thành đặc sản mứt. Gỗ có màu đỏ, rắn chắc và chống thấm nước khá tốt; tại Polynesia người ta dùng nó để đóng các loại canoe (xuồng gỗ).
Lá chứa một số flavonoid (chẳng hạn kamferol hay quercetin) cũng như các chất tanin (như punicalin, punicalagin, tercatin), các chất saponin và phytosterol. Do chứa nhiều hóa chất nên lá và vỏ thân cây bàng còn được sử dụng trong nhiều nền y học cổ truyền khác nhau vào một số mục đích. Chẳng hạn, tại Đài Loan người ta dùng các lá rụng làm thuốc chữa một số bệnh liên quan tới gan. Tại Suriname, chè được làm từ lá bàng được dùng để chữa các bệnh như lỵ và tiêu chảy. Người ta cũng cho rằng lá bàng có chứa các chất ngăn cản ung thư (mặc dù không thấy chúng thể hiện khả năng chống ung thư) và các đặc trưng chống oxy hóa cũng như chống phá hủy bộ nhiễm sắc thể.

## Bộ sưu tập

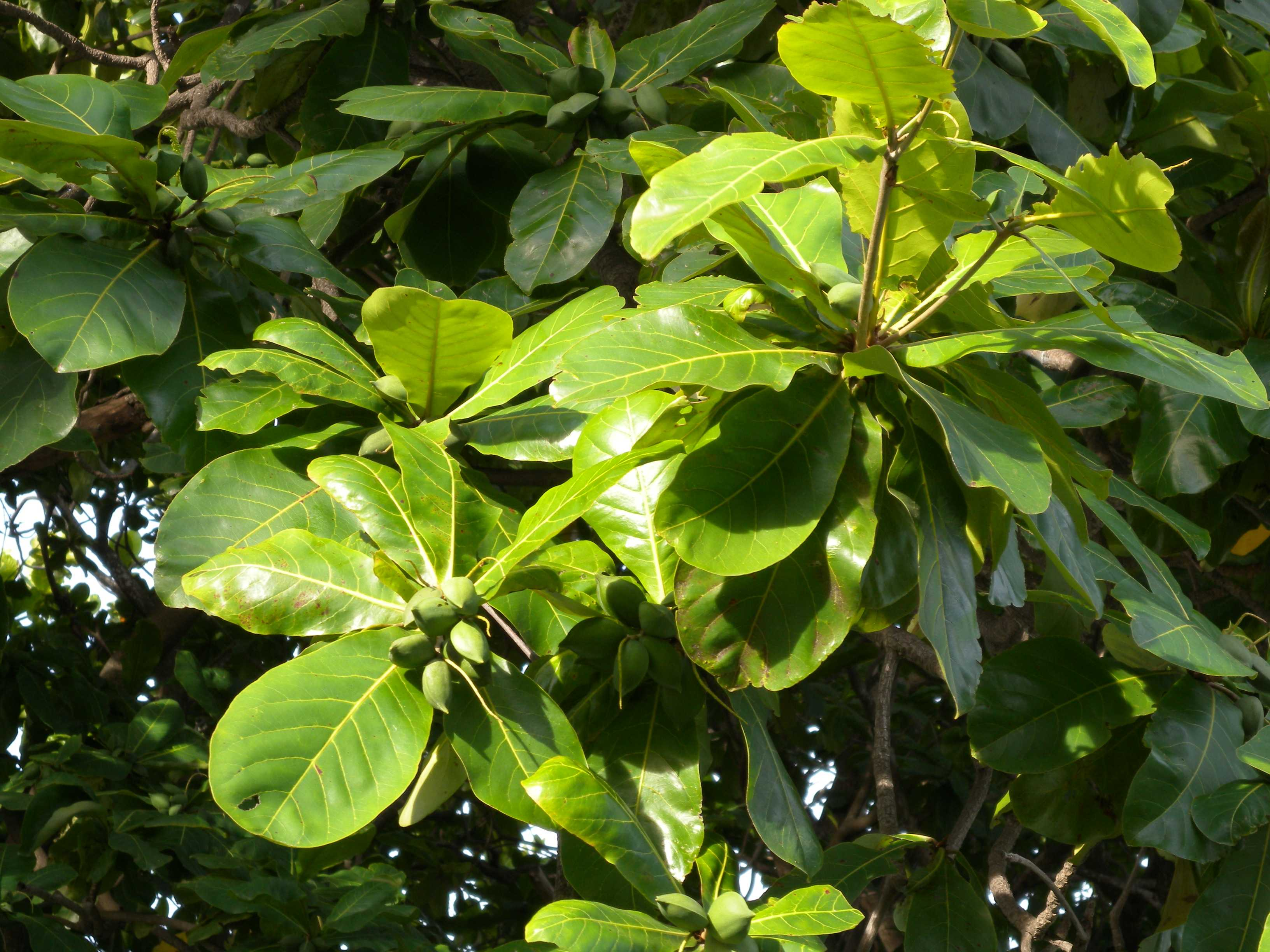
Lá bàng và quả bàng
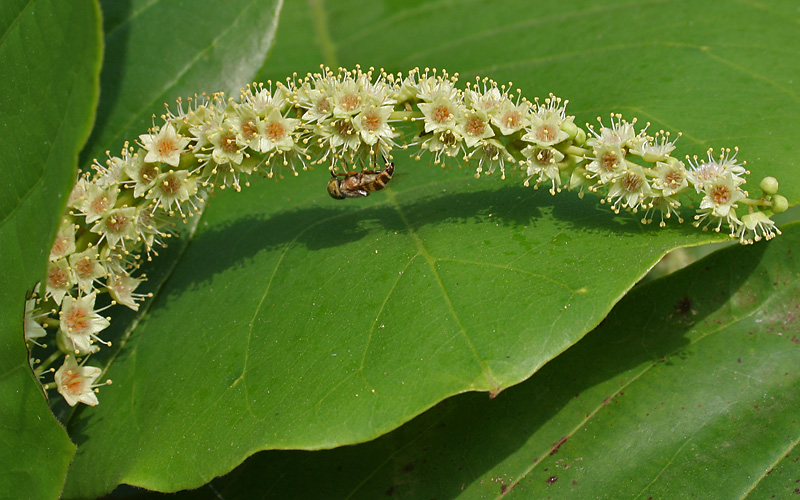
Hoa bàng mọc thành chùm
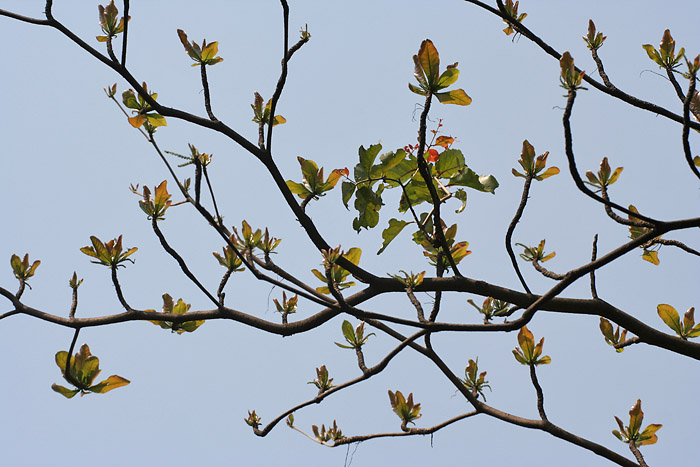
Cành cây với lá mới và gai hoa ở Kolkata
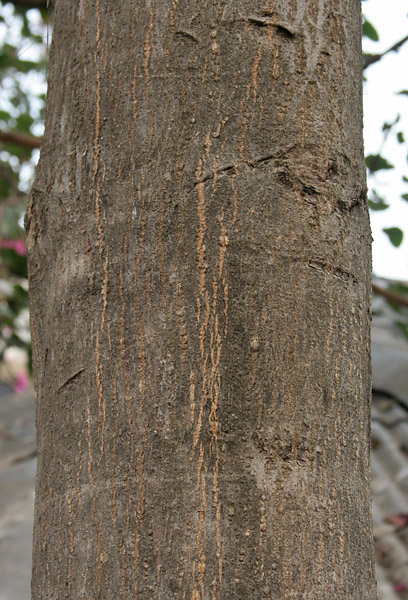
Thân cây ở Kolkata, West Bengal, Ấn Độ.
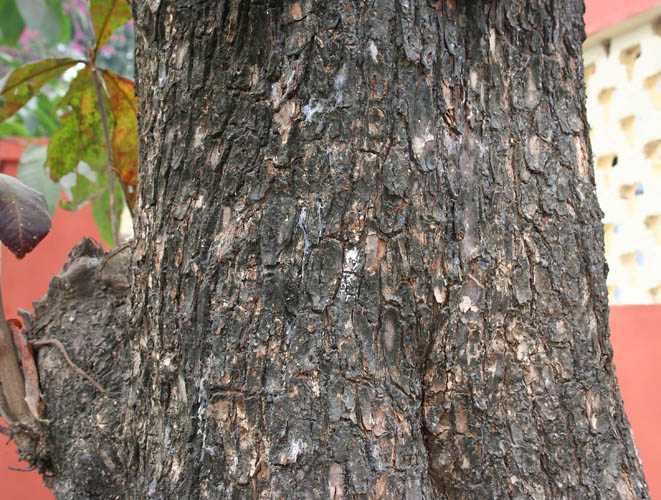
Thân cây già (Kolkata)
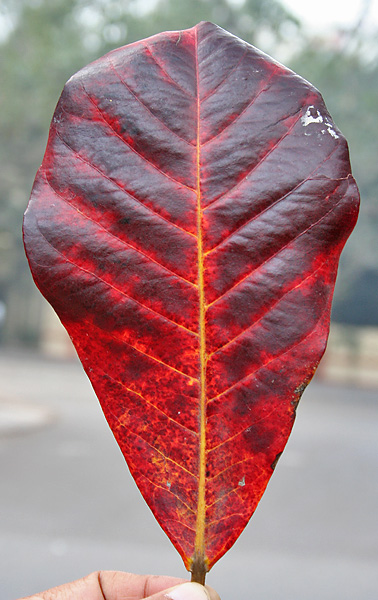
Lá bàng khô (Kolkata)
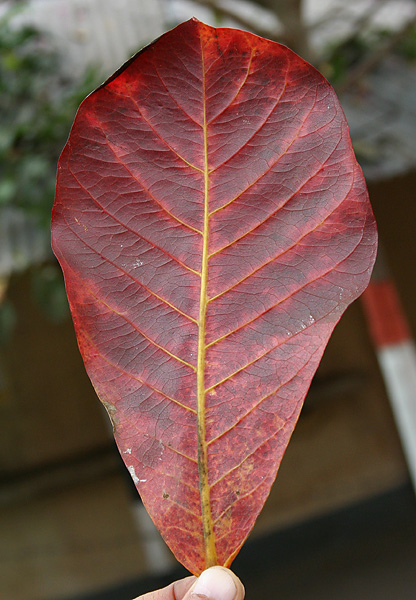
Mặt dưới lá khô (Kolkata)
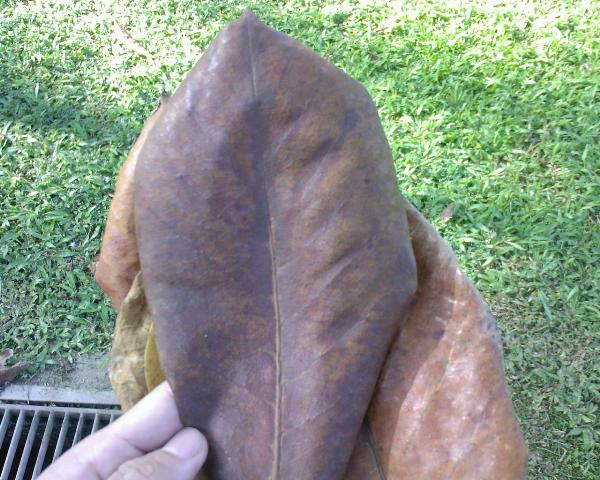
Lá khô (Singapore)
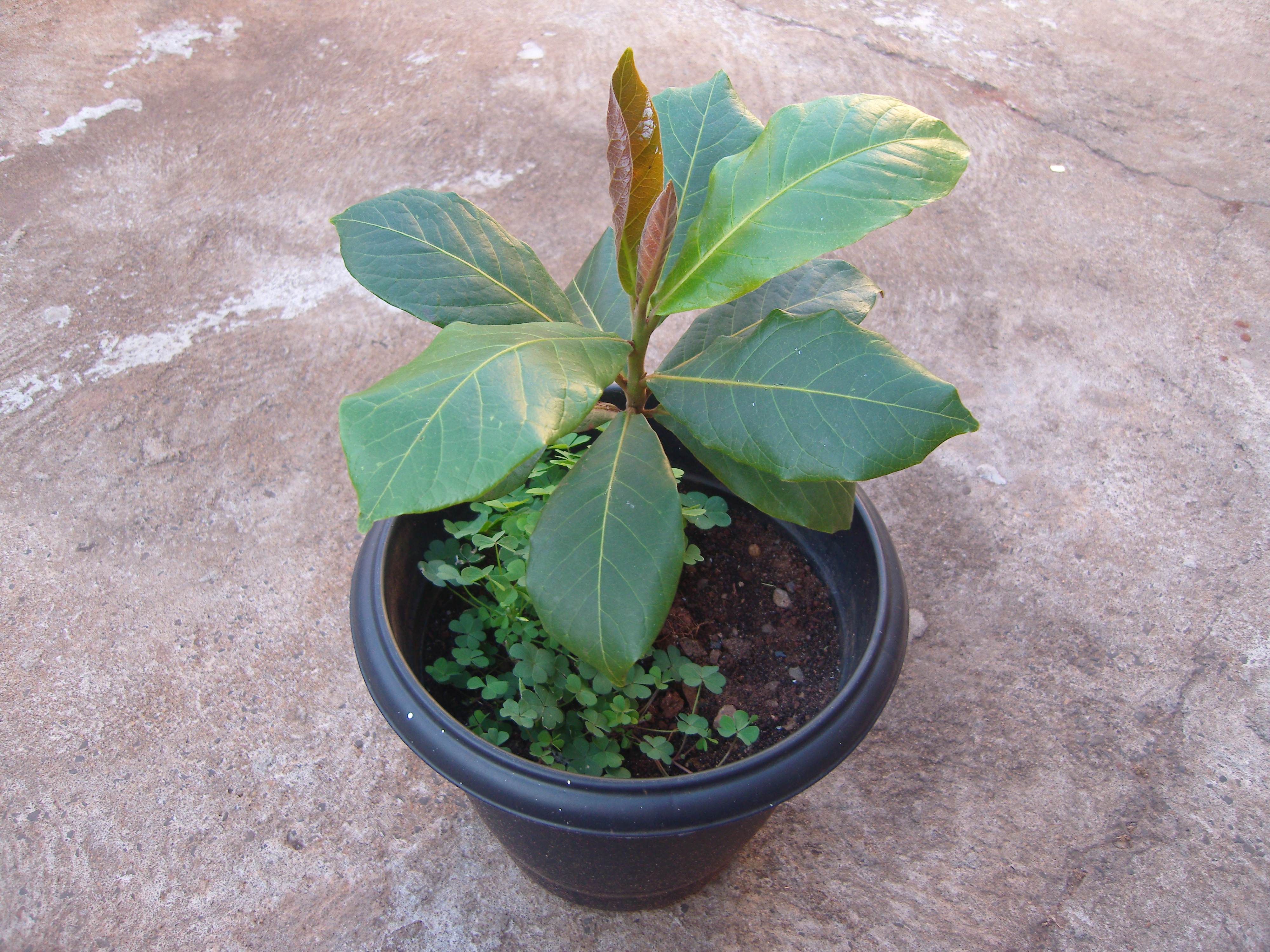
Cây non
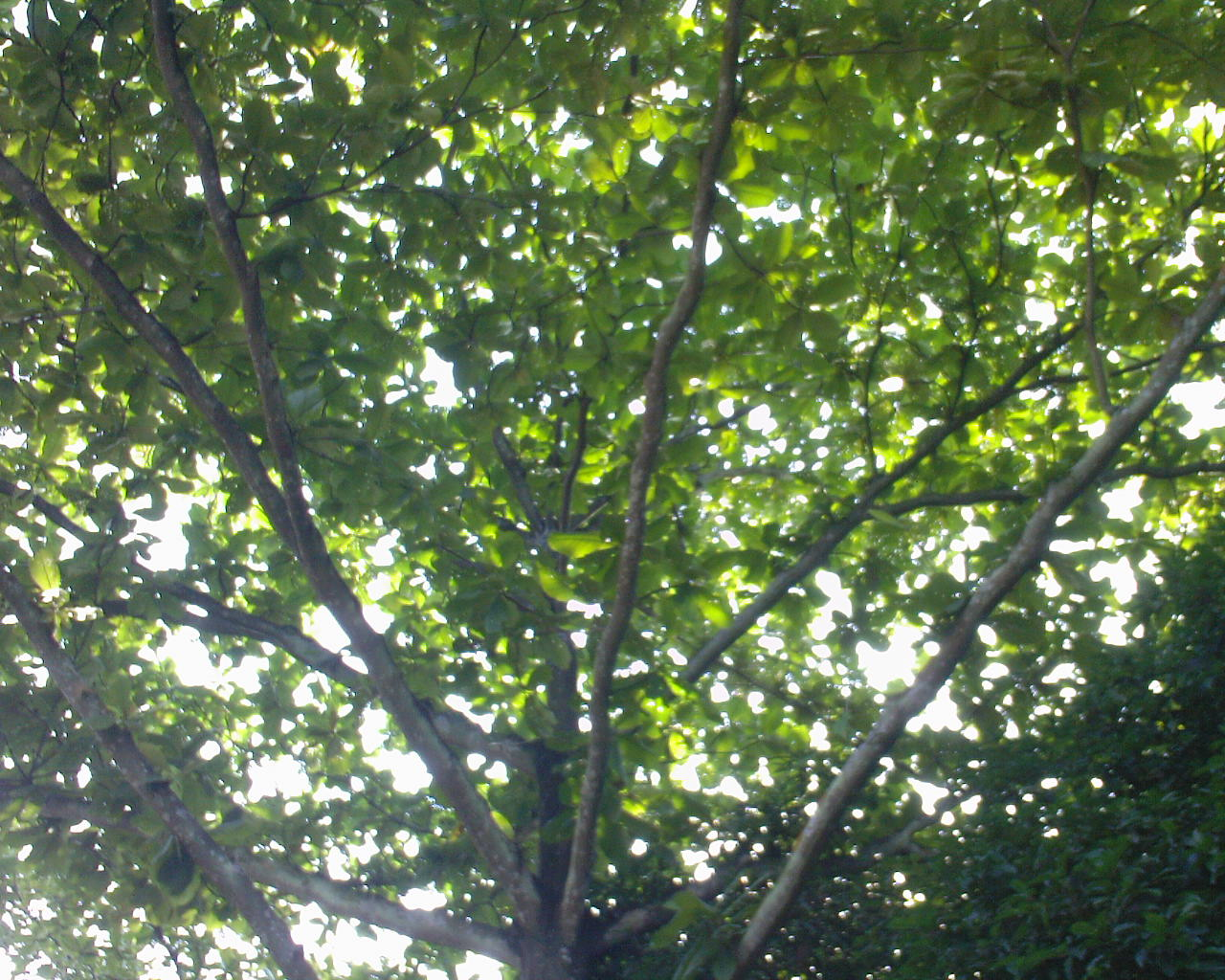
Lá bàng xanh (Singapore)
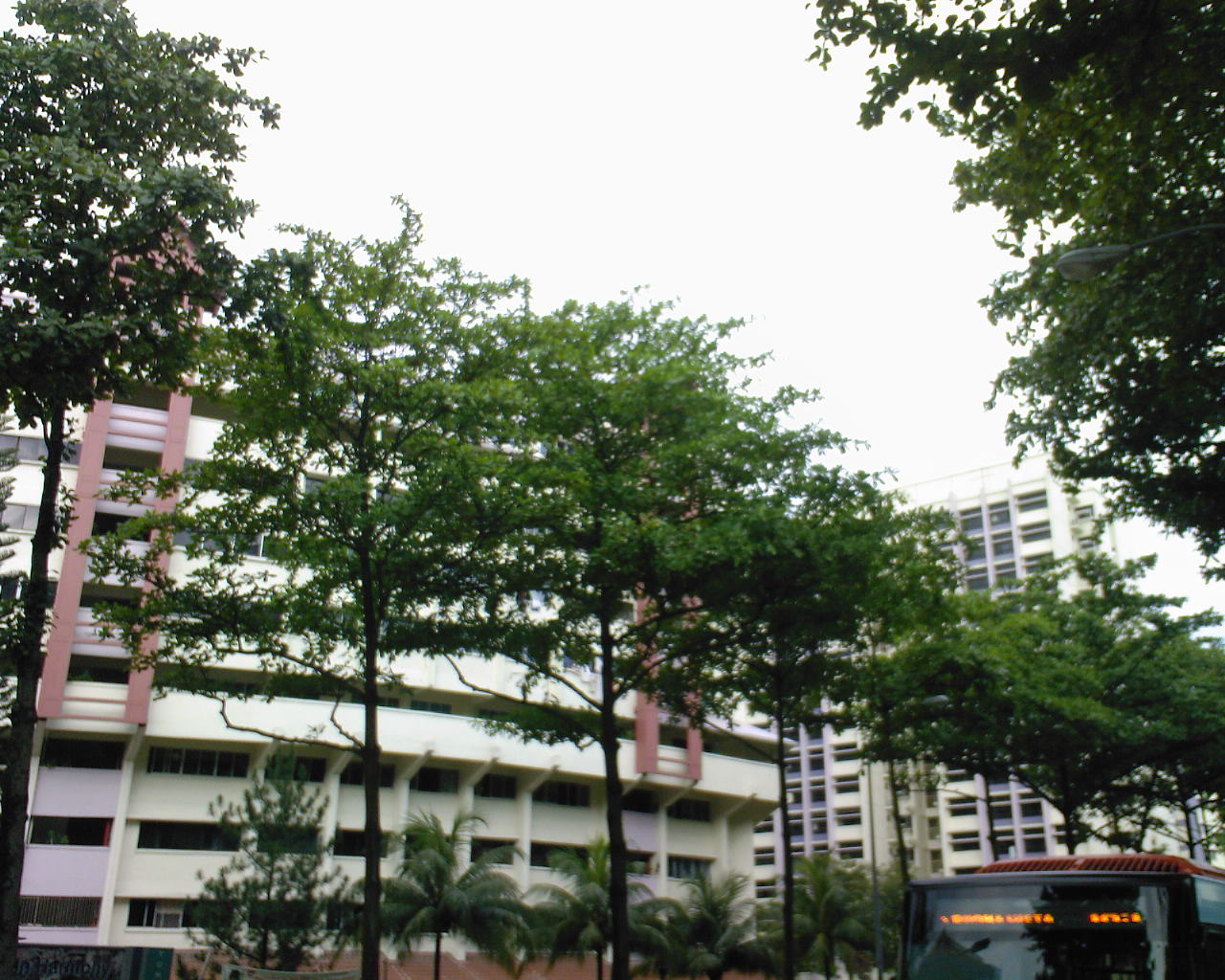
Cây bàng trồng dọc đường phố Singapore
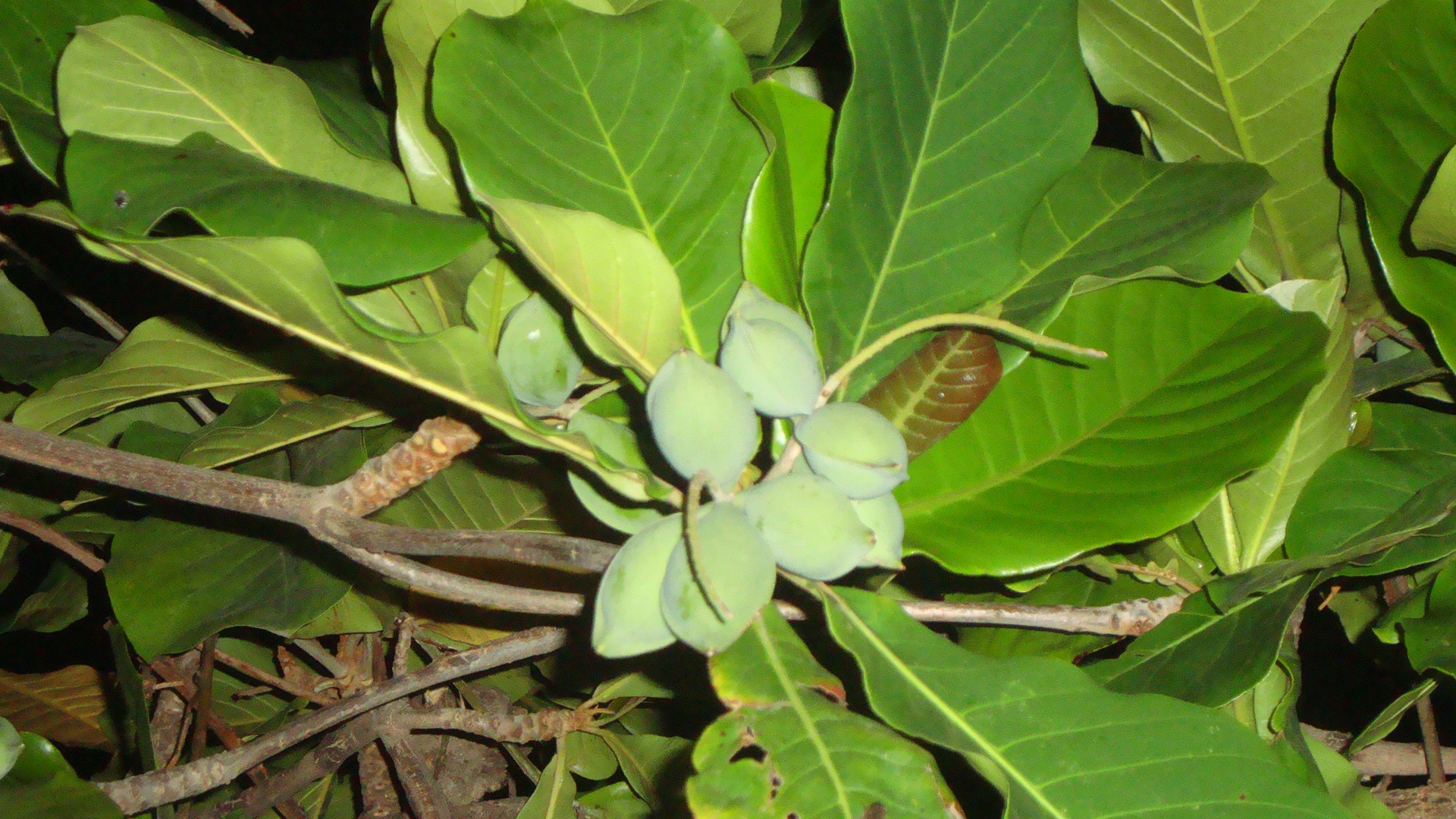
Lá và quả bàng
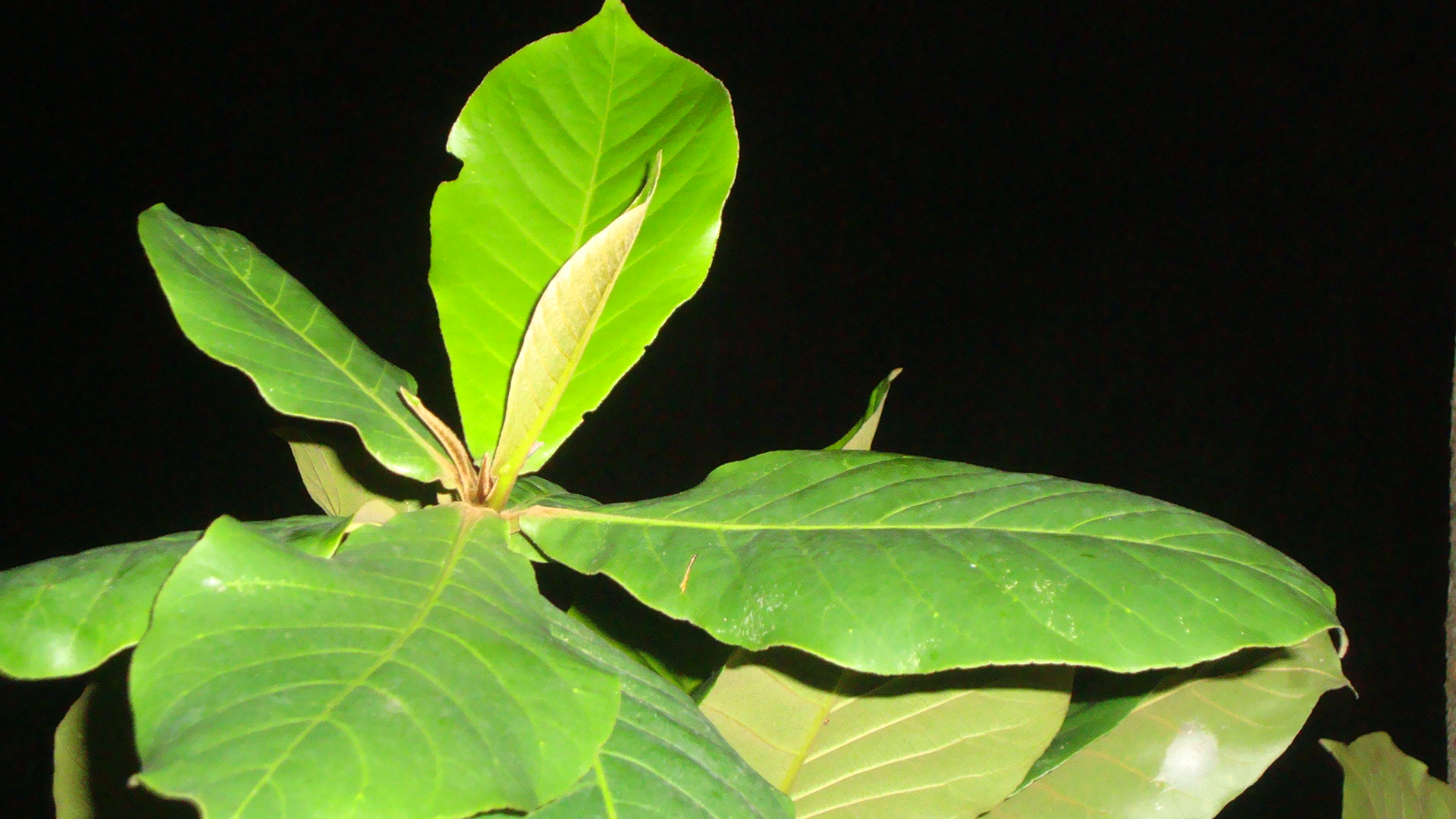
Lá bàng xanh
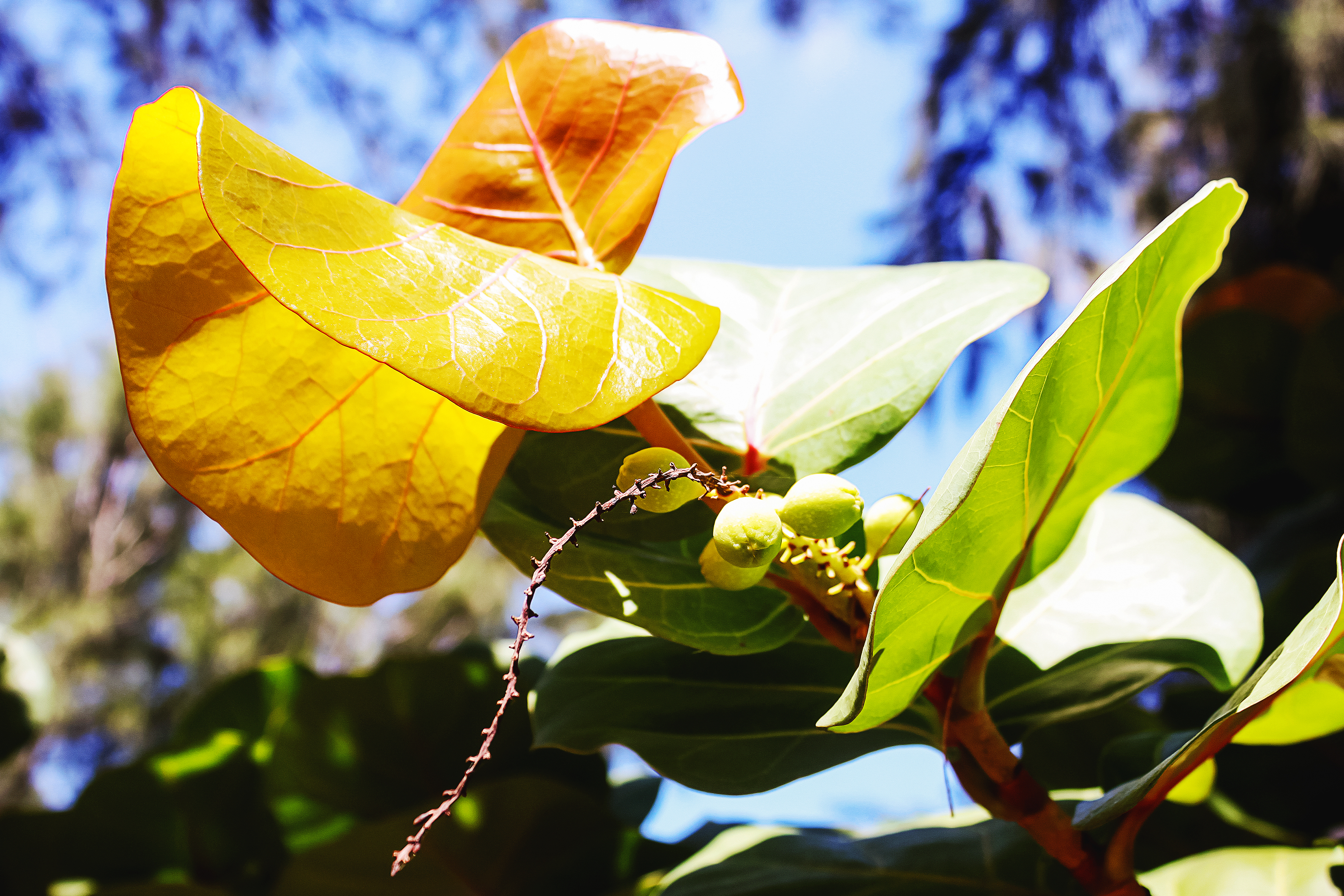
Quả bàng non ở đầu cành
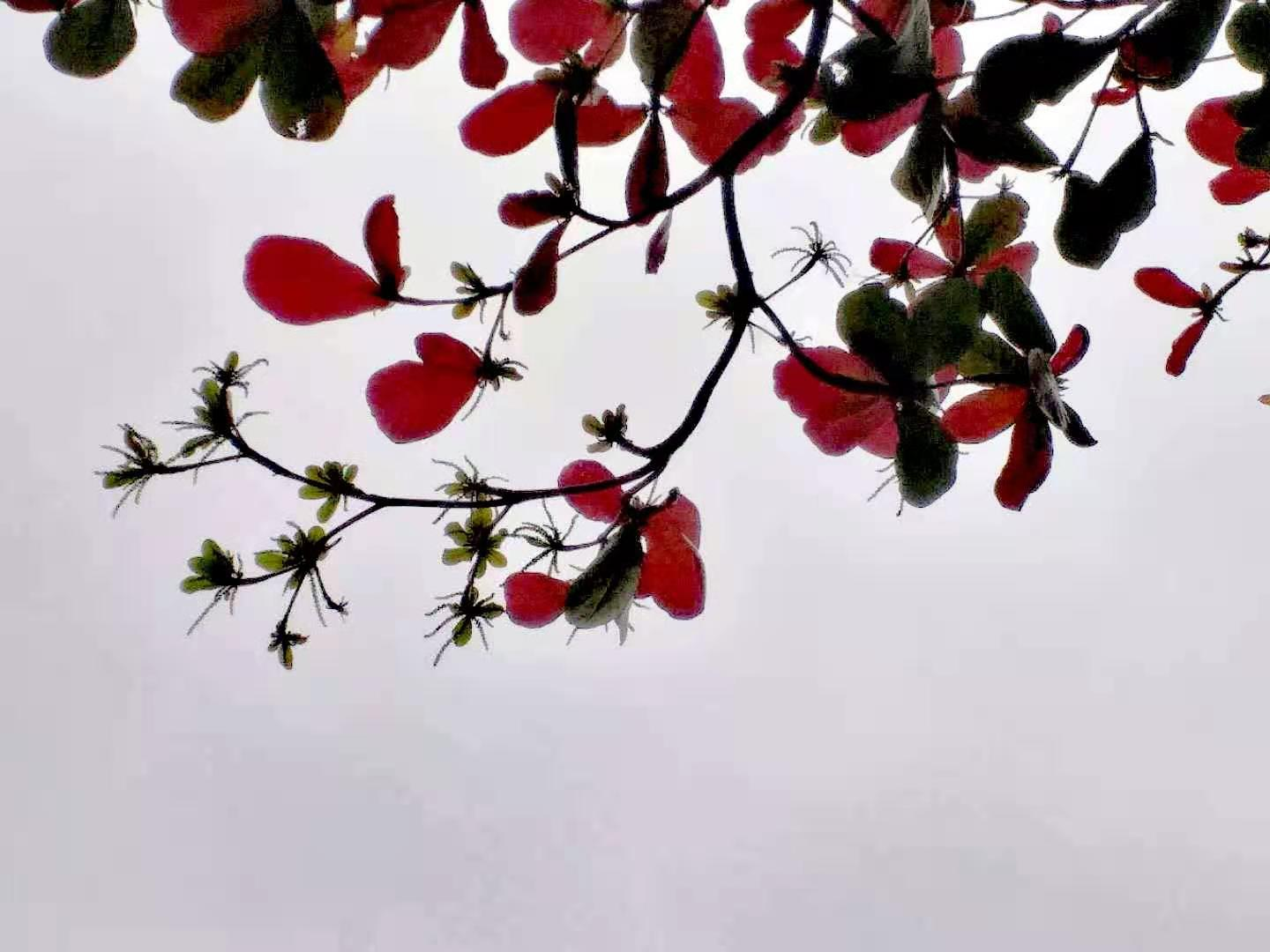
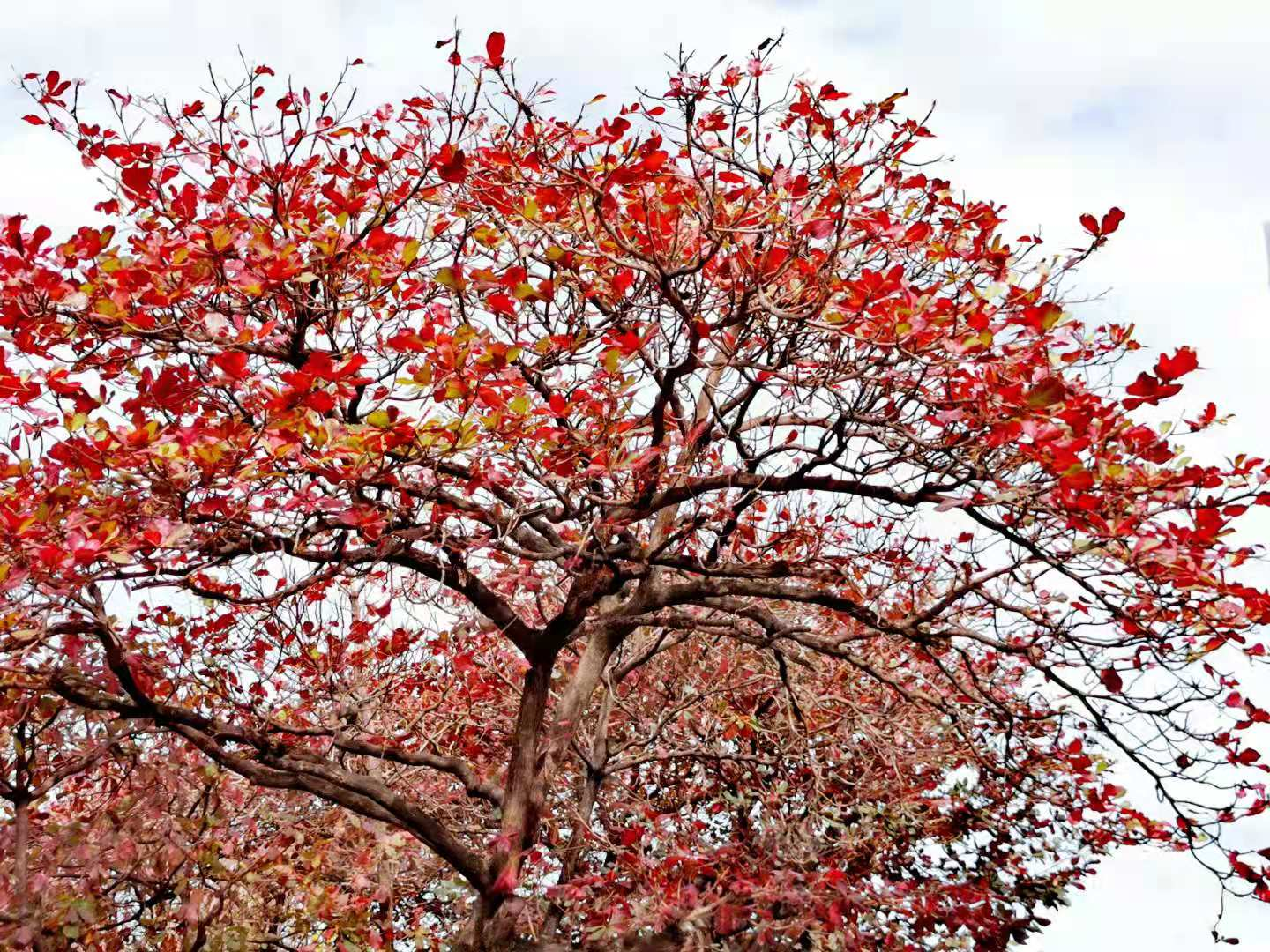